# Brownovo gibanje
Za Brownovo gibanje obstajata dva pojma: za fizikalni pojav, kjer se v tekočino potopljeni drobni delci gibljejo naključno ali za matematične modele, ki ga opisujejo.
Matematični model lahko uporabimo za opis več pojavov, ki niso samo matematično podobni naključnemu gibanju drobnih delcev. Velikokrat naveden zgled je nihanje trga delnic. Drug pomemben zgled je razvoj fizikalnih lastnosti v fosilnih ostankih.
Brownovo gibanje je najpreprostejši zvezni stohastični proces in je limita dveh procesov, preprostejšega (glej naključni sprehod) in zapletenejšega stohastičnega. Ta splošnost je v tesni povezavi s splošnostjo normalne porazdelitve. V obeh primerih nam matematični model služi bolj kot priročno orodje in ne toliko kot dejanski natančen opis. Vsi trije omenjeni zgledi Brownovega gibanja so takšni primeri. Razpravljajo o tem, da je opis z Levyjevimi leti natančnejši, čeprav nepopoln. Model nihanja trga delnic in fizikalno Brownovo gibanje lahko opišemo s splošnejšim procesom difuzije. Najboljšega modela za fosilne ostanke še niso našli, tudi z vključitvijo negaussovskih podatkov ne.

## Zgodovina Brownovega gibanja
Brownovo gibanje je odkril škotski botanik in biolog Robert Brown (1773–1858) leta 1827. Brown je pod mikroskopom opazoval delce cvetnega prahu plavajoča v vodi. Znotraj vakuol v zrncih cvetnega prahu je opazil drobne delce, ki so se gibali neurejeno. Podobno je opazil v delcih prahu. Menil je, da nastaja gibanje zaradi tega, ker cvetni prah »živi«, pojava pa ni znal zadovoljivo opisati.
Prvo teorijo Brownovega gibanja je izdelal Albert Einstein leta 1905. V tem času je bila atomska zgradba snovi še vprašljiva. Einstein je opazil, da če velja molekulska kinetična teorija tekočin (tako se tedaj imenovali statistično mehaniko), se bodo molekule vode gibale naključno. Tako se bodo v različnih časovnih presledkih majhni delci v naključnem redu, z naključno hitrostjo in v naključni smeri zaletavali med seboj. To naključno zaletavanje molekul tekočine bo povzročalo, da se bodo dovolj majhni delci gibali natančno tako kot je opisal Brown.

## Opis matematičnega modela
Matematično je Brownovo gibanje Wienerjev proces, kjer je odvisna verjetnostna porazdelitev položaja delca v času t + dt dana za položaj v času t kot p. Pri tem je takšna porazdelitev tudi normalna porazdelitev s srednjo vrednostjo p + μ dt in s spremembo σ2 dt. Parameter μ je gonilna hitrost, parameter σ2 pa je jakost šuma. Te lastnosti jasno pokazujejo, da je Brownovo gibanje Markovsko, oziroma, da kažejo Markovsko lastnost. Brownovo gibanje je povezano s problemom naključnega sprehoda in v splošnem lahko v tem smislu veliko različnih stohastičnih procesov v ustreznih mejah prevedemo na Brownovo gibanje.
Wienerjev proces je v bistvu edin časovno enovit stohastičen proces z neodvisnim prirastkom in je tudi verjetnostno zvezen. To so vsi spremenljivi približki fizikalnih lastnosti Brownovega gibanja.
Matematično teorijo Brownovega gibanja so uporabili tudi v drugih primerih in ne samo pri gibanju delcev v tekočinah. V sodobni teoriji cen razrede dobičkov včasih modelirajo kot da se gibljejo v skladu z Brownovim gibanjem s težnjo.
Izkaže se, da Wienerjev proces fizikalno ni resničen opis gibanja Brownovih delcev. Še bolj izpopolnjeni pristopi tega problema so privedli do matematične teorije procesa difuzije. Pripadajoča enačba gibanja se imenuje Langevinova enačba ali Fokker-Planckova enačba, odvisno od tega ali jo določimo v izrazih naključnih poti ali verjetnostnih gostot.